# Федорівка (Бахмутський район)
Фе́дорівка — село Соледарської міської громади Бахмутського району Донецької області в Україні. Відстань до райцентру становить 22 км і проходить автошляхом Т 0513.

## Новітня Історія
7 лютого 2023 року поблизу села відбувся бій